# ویکتور مشکوف
ویکتور مشکوف (انگلیسی: Viktor Meshkov؛ زادهٔ ۱۹۲۶) دوچرخه‌سوار اهل اتحاد جماهیر سوسیالیستی شوروی است.